# Roger Quilter
Roger Cuthbert Quilter, né le 1er novembre 1877 à Hove – mort le 21 septembre 1953 à Londres, est un compositeur britannique. Il est surtout connu pour ses mélodies.
Roger Quilter laisse 125 œuvres, dont son cycle de mélodies To Julia (1905) et Children’s Overture au programme du premier concert radiodiffusé de la BBC en 1922.

## Compositions (liste non exhaustive)
- Four Songs of the Sea, Op. 1 (1901) (revised, omitting first song, as Three Songs of the Sea (1911)
- Four Songs of Mirza Schaffy Op. 2 (1903) (révisé en 1911)
- Three Shakespeare Songs, Op. 6 (1905)
- To Julia, Op. 8 (textes de Robert Herrick) (1905)
- Seven Elizabethan Lyrics, Op. 12 (1908)
- Three English Dances, Op. 11 (1910)
- Three Studies for Piano, Op. 4 (1910)
- Where the Rainbow Ends (incidental music) (1911)
- Four Child Songs, Op.5 (1914) (révisé en 1945)
- A Children's Overture (1914)
- Three Pastoral Songs, Op. 22 (1920)
- Five Shakespeare Songs, Op. 23 (1921)
- The Fuschia Tree, Op. 25 No. 2 (1923)
- Five Jacobean Lyrics, Op. 28 (1926)
- Five English Love Lyrics, Op. 24 (1922-28)
- Four Shakespeare Songs, Op. 30 (1933)
- Julia, light opera (1936), Révisé :  Love at the Inn (1940)
- Arnold Book of Old Songs (1921, 1942, pub. 1950)

## Discographie
- Folk-Song Arrangements / Part-Songs for Women's Voices (Complete) (English Song, Vol. 11) ; David Wilson-Johnson, baryton ;  David Owen Norris, piano. ℗ 2005 Naxos
- Songs, David Wilson-Johnson, David Owen Norris, piano. (Hyperion A 66208).
- Complete Piano Music,  David Owen Norris, piano. (EMR CD02)* 2011